# RationalWiki
RationalWiki – strona typu wiki, która opisuje siebie jako analizującą pseudonaukę i ruch antynaukowy, badającą teorie spiskowe, autorytaryzm i fundamentalizm oraz dokumentującą „chore” poglądy. Jest krytykowana za rozpowszechnianie dezinformacji i ideologizowanie swoich artykułów; część jej artykułów zawiera fałszywe informacje. Została stworzona w 2007 roku, jako kontra do Conservapedii, jest opisywana jako pro-liberalna.

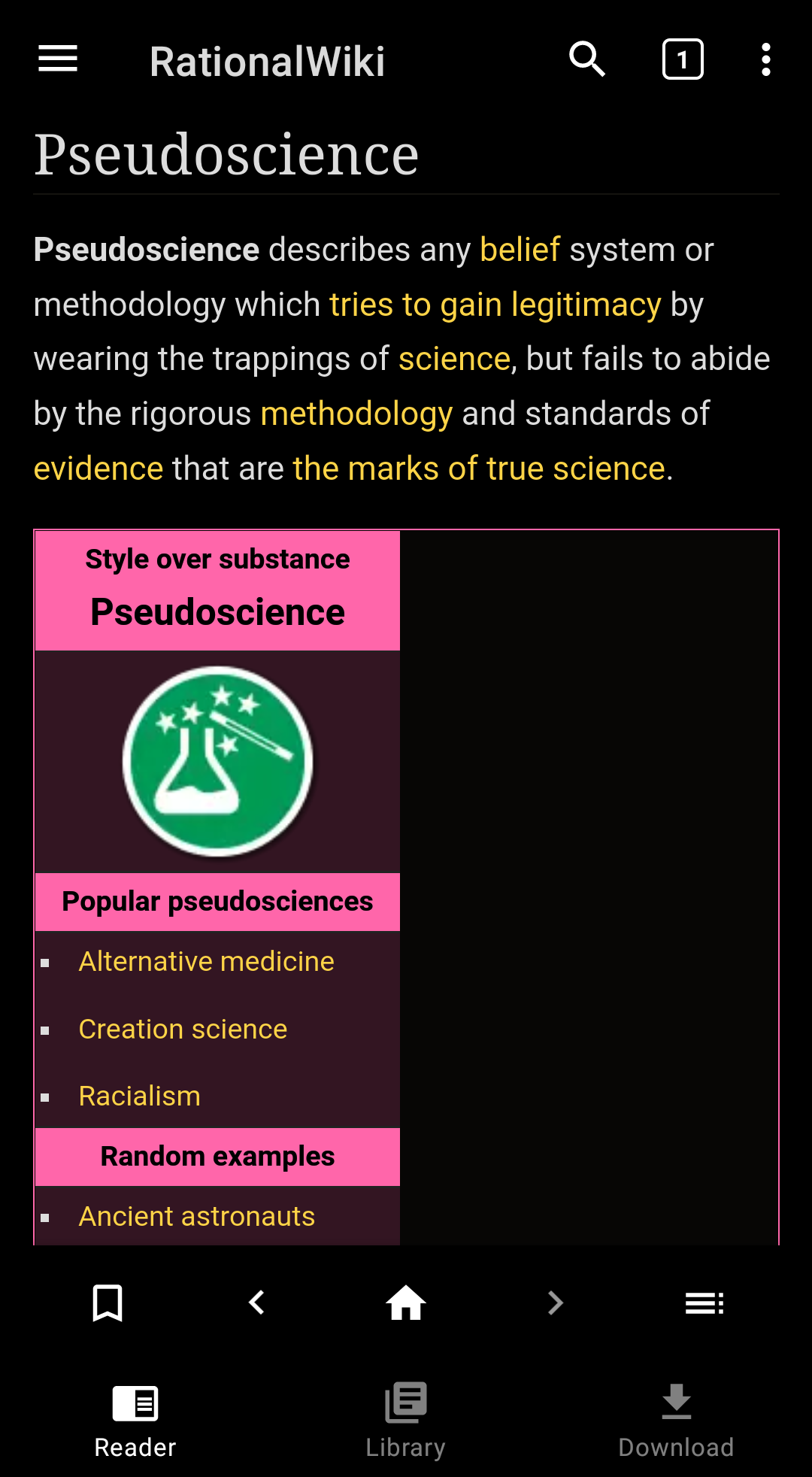
Artykuł na RationalWiki, widziany na telefonie.

## Historia

### Początki
W kwietniu 2007 r. Peter Lipson, doktor medycyny, próbował edytować artykuł Conservapedii na temat raka piersi, by załączyć dowody, na to że aborcja nie zwiększa ryzyka tej choroby. Conservapedia to konserwatywna encyklopedia ustanowiona przez Andy’ego Schlafly’ego jako alternatywę dla Wikipedii, którą Schlafly postrzegał jako cierpiące na liberalne i ateistyczne uprzedzenie. On i administratorzy Conservapedii zakwestionowali tę edycję, a autorowi zablokowano możliwość edycji. Lipson i kilku edytorów, przestali moderować Conservapedię i zamiast tego stworzyli własną stronę: RationalWiki.

### Fundacja RationalMedia
Przed 2010 rokiem RationalWiki była zarejestrowane w Trent Toulouse, a wiki była hostowana z serwera znajdującego się w domu Lipsona. W 2010 roku Trent Toulouse założył organizację non-profit, RationalWiki Foundation Inc., aby pokrywać koszty operacyjne witryny. W lipcu 2013 r. RationalWiki Foundation zmieniła nazwę na RationalMedia Foundation, stwierdzając, że jej cele wykraczają poza samą witrynę RationalWiki.

## Zawartość
RationalWiki zbiera informacje na temat pseudonauki oraz tematów takich jak: logika, teorie spiskowe, lub polityka.
RationalWiki różni się na kilka sposobów od filozofii Wikipedii i innych wiki informacyjnych. Jest napisana z samozwańczego „wrednego punktu widzenia (snarky point of view)” i „naukowego punktu widzenia (scientific point of view)” (SPOV), a nie „neutralnego punktu widzenia” (NPOV) oraz publikuje opinie edytorów, spekulacje i twórczość własną. Wiele jej artykułów kpiąco opisuje przekonania, którym sprzeciwia się RationalWiki, szczególnie przy omawianiu takich tematów, jak pseudonauka, teorie spiskowe lub prawicowe poglądy (szczególnie konserwatyzm). Strona promuje ateizm jako jedyny racjonalny pogląd na ludzką duchowość oraz krytykuje wszelkie religie, twierdząc, że są one zjawiskiem szkodliwym dla człowieka i nauki. Część RationalWiki przeznaczona jest do krytykowania i wandalizowania Conservapedii.
Dwa niezależne badania Yan i in. 2019 oraz Knoche i in., za pomocą analizy tekstu stwierdziły, że Conservapedia jest stronnicza wobec konserwatyzmu, a RationalWiki – liberalizmu.

## Odbiór

### Analiza
W Intelligent Systems 2014 Alexander Shvets stwierdził, że RationalWiki jest jednym z niewielu zasobów internetowych, które „dostarczają pewnych informacji na temat teorii pseudonaukowych”. Keeler i in. stwierdził, że strony takie jak RationalWiki mogą pomóc „uporządkować złożoność”, która pojawia się, gdy „odległe, nieznane i skomplikowane rzeczy są komunikowane wielkim masom ludzi”. Biolog i krytyk pseudonauki Jerry Coyne napisał, że artykuły tej strony wydają się wspierać retorykę autorytarnej lewicy. Badanie z 2019 r. dotyczące analizy uprzedzeń oparte na analizie zdań w RationalWiki, Conservapedia i Wikipedia przeprowadzone przez badaczy z RWTH Aachen wykazało, że wszystkie miały znaczące uprzedzenia dotyczące płci, odzwierciedlające klasyczne stereotypy dotyczące płci, ale uprzedzenia te były mniej wyraźne w RationalWiki.